# Cammino (saggio)
(Dal prologo)

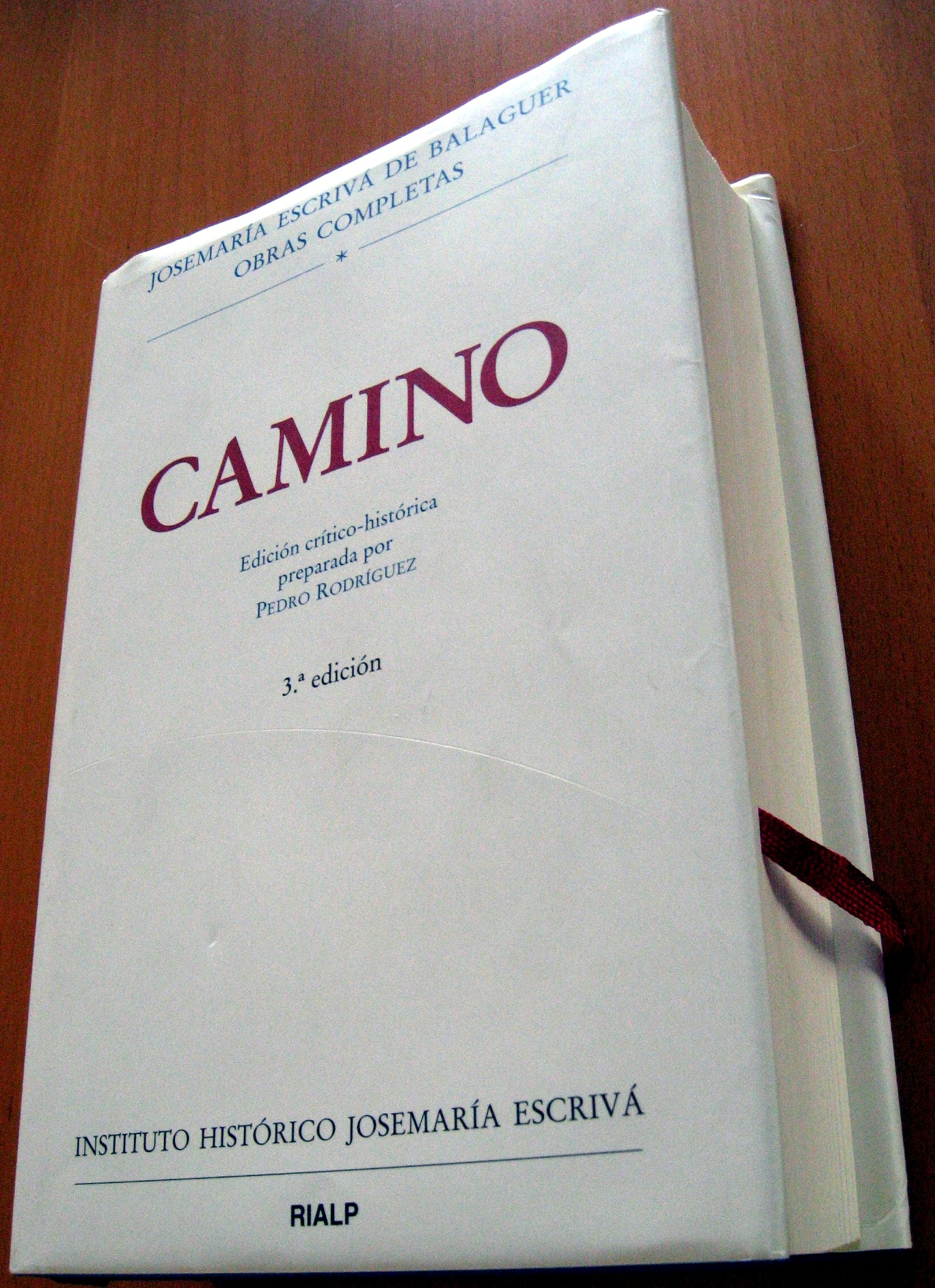
Copertina dell'edizione critica in lingua spagnola

Cammino (In spagnolo Camino) è un libro di san Josemaría Escrivá de Balaguer, fondatore dell'Opus Dei, pubblicato per la prima volta nel 1934 con il titolo "Considerazioni spirituali". Nell'edizione seguente del 1939 il libro, ampliato, aveva il titolo attuale. Le copie finora pubblicate sono circa 4.500.000 in 43 lingue.

## Contenuto
Il testo contiene 999 spunti di meditazione, «per far emergere qualche pensiero che ti colpisca; così migliorerai la tua vita, ti avvierai per cammini d'orazione e d'Amore, e diverrai finalmente un'anima di criterio», come spiega l'autore nel prologo.
La maggior parte del libro è stata scritta nel 1934, come sintesi dell'esperienza sacerdotale dell'autore, ed è destinata non soltanto ai membri dell'Opus Dei, ma a tutti, anche i non cristiani.
L'opera, introdotta dal prologo, è suddivisa nei seguenti 46 capitoli:
1. Carattere
2. Direzione
3. Orazione
4. Santa purezza
5. Cuore
6. Mortificazione
7. Penitenza
8. Esame
9. Propositi
10. Scrupoli
11. Presenza di Dio
12. Vita soprannaturale
13. Ancora vita interiore
14. Tiepidezza
15. Studio
16. Formazione
17. Il piano della tua santità
18. Amore di Dio
19. Carità
20. I mezzi
21. La Vergine
22. La Chiesa
23. Santa Messa
24. Comunione dei Santi
25. Devozioni
26. Fede
27. Umiltà
28. Obbedienza
29. Povertà
30. Discrezione
31. Allegria
32. Altre virtù
33. Tribolazione
34. Lotta interiore
35. Novissimi
36. La volontà di Dio
37. La gloria di Dio
38. Proselitismo
39. Cose piccole
40. Tattica
41. Infanzia spirituale
42. Vita d'infanzia
43. Chiamata
44. L'apostolo
45. L'apostolato
46. Perseveranza

## Edizioni
- Josemaría Escrivá de Balaguer, Cammino, 46 ed., Ares, 2006,  p. 424, ISBN 88-8155-231-0.
- Josemaría Escrivá de Balaguer, Cammino, 43 ed., Oscar Mondadori, 2002,  p. 224, ISBN 88-04-51455-8.